# ShopFully
 (septembre 2023).
La mise en forme du texte ne suit pas les recommandations de Wikipédia : il faut le « wikifier ».
Les points d'amélioration suivants sont les cas les plus fréquents. Le détail des points à revoir est peut-être précisé sur la page de discussion.
- Les titres sont pré-formatés par le logiciel. Ils ne sont ni en capitales, ni en gras.
- Le texte ne doit pas être écrit en capitales (les noms de famille non plus), ni en gras, ni en italique, ni en « petit »…
- Le gras n'est utilisé que pour surligner le titre de l'article dans l'introduction, une seule fois.
- L'italique est rarement utilisé : mots en langue étrangère, titres d'œuvres, noms de bateaux, etc.
- Les citations ne sont pas en italique mais en corps de texte normal. Elles sont entourées par des guillemets français : « et ».
- Les listes à puces sont à éviter, des paragraphes rédigés étant largement préférés. Les tableaux sont à réserver à la présentation de données structurées (résultats, etc.).
- Les appels de note de bas de page (petits chiffres en exposant, introduits par l'outil «  Source ») sont à placer entre la fin de phrase et le point final[comme ça].
- Les liens internes (vers d'autres articles de Wikipédia) sont à choisir avec parcimonie. Créez des liens vers des articles approfondissant le sujet. Les termes génériques sans rapport avec le sujet sont à éviter, ainsi que les répétitions de liens vers un même terme.
- Les liens externes sont à placer uniquement dans une section « Liens externes », à la fin de l'article. Ces liens sont à choisir avec parcimonie suivant les règles définies. Si un lien sert de source à l'article, son insertion dans le texte est à faire par les notes de bas de page.
- La présentation des références doit suivre les conventions bibliographiques. Il est recommandé d'utiliser les modèles {{Ouvrage}}, {{Chapitre}}, {{Article}}, {{Lien web}} et/ou {{Bibliographie}}. Le mode d'édition visuel peut mettre en forme automatiquement les références.
- Insérer une infobox (cadre d'informations à droite) n'est pas obligatoire pour parachever la mise en page.

Pour une aide détaillée, merci de consulter Aide:Wikification.
Si vous pensez que ces points ont été résolus, vous pouvez retirer ce bandeau et améliorer la mise en forme d'un autre article.
 (septembre 2023).
ShopFully est une entreprise technologique qui met en relation des millions de consommateurs avec les magasins locaux à proximité. L'entreprise se concentre sur le développement de stratégies digitales visant à inciter les consommateurs à visiter les magasins physiques, contribuant à accroître leur fréquentation,,.
ShopFully gère quatre sites web et applications - Tiendeo, DoveConviene, PromoQui et VolantinoFacile - qui facilitent les achats des consommateurs dans les magasins locaux. Avec une audience dépassant les 45 millions d'utilisateurs à travers le monde, ces plateformes offrent des informations constamment mises à jour concernant les dernières offres et services proposés par les enseignes et les marques,.
De plus, ShopFully propose des solutions technologiques aux distributeurs et aux marques, notamment HI!, sa plateforme de marketing hyperlocal exclusive alimentée par l'intelligence artificielle. Cette plateforme permet aux détaillants et aux marques de s'engager efficacement avec les consommateurs à chaque étape du processus d'achat, de la recherche en ligne jusqu’aux achats en magasin, favorisant ainsi l'augmentation des ventes en magasin. L'entreprise opère dans 12 pays avec une équipe comptant plus de 350 employés et collabore avec plus de 400 enseignes et marques.

## Histoire
La marketplace DoveConviene a été fondée en 2012 en Italie par Alessandro Palmieri et Stefano Portu,. En 2013, DoveConviene a obtenu un financement de série A de 3,5 millions d'euros de la part de Xyence,, suivi d'un investissement de série B de 5,2 millions d'euros en 2014, avec la participation des sociétés de capital-risque 360 Capital Partners et Merifin Capital,. En 2015, l'entreprise a reçu un financement de 10 millions d'euros de Highland Capital Partners Europe. En 2017, la société a étendu son activité en Australie sous le nom de ShopFully, et en juillet de la même année, elle a acquis Commonsense, un fournisseur de technologie digitale pour le commerce de détail, dans le but d'améliorer le développement de sa plateforme technologique.
En 2019, la société a lancé ShopFully Engage, la plateforme de publicité mobile conçue pour stimuler les visites en magasin grâce à des formats média standard. L’entreprise a également lancé HI ! (acronyme de Hyperlocal Intelligence) la plateforme de marketing hyperlocal basée sur l'intelligence artificielle, qui permet aux enseignes et aux marques d’interagir avec les consommateurs tout au long du processus d'achat, de la recherche en ligne à l'achat en magasin. Au cours de cette même année, DoveConviene a été rebaptisée ShopFully, un changement de nom reflétant l'expansion de ses activités, aussi bien géographiquement que dans son éventail d'offres produits,,.
En 2020, ShopFully a acquis VolantinoFacile et PromoQui, deux marketplaces spécialisées dans l'info-commerce,,,.
En 2022, ShopFully a conclu sa troisième acquisition en intégrant la société espagnole Tiendeo,. Cette opération a abouti à la formation d'un groupe conjoint, déployant ses équipes dans 12 pays, et regroupant un réseau de 45 millions d'utilisateurs actifs ainsi que plus de 400 partenaires parmi les détaillants et marques de renommée mondiale. Entre 2022 et 2023, Tiendeo a entamé son activité sous le nom de ShopFully en France, Espagne, au Portugal, en Afrique du Sud et dans la région LATAM,,,.
En 2023, ShopFully s'associe au groupe MEDIA Central pour devenir la première plateforme européenne de marketing "drive-to-store" pour les grands distributeurs et les marques,.